# David Paymer
David Paymer, född 30 augusti 1954 i Oceanside på Long Island, New York, är en amerikansk skådespelare. Han har varit med i filmer som Quiz Show och Get Shorty. Paymer blev nominerad till en Oscar för bästa manliga biroll 1992 för Mr. Saturday Night. Han spelade maffiabossen Jonah Malloy i den kortlivade serien Line of Fire.

## Filmografi (urval)
- 1981 – Gänget och jag (TV-serie) (1 avsnitt)
- 1982–1988 – Cagney och Lacey (TV-serie) (11 avsnitt)
- 1982 – Fame (TV-serie) (1 avsnitt)
- 1982 – Nu flyger vi ännu högre
- 1984 – Spanarna på Hill Street (TV-serie) (1 avsnitt)
- 1986 – Ingen plockar Howard
- 1985–1986 – Skål (TV-serie) (2 avsnitt)
- 1986 – Par i brott (TV-serie) (1 avsnitt)
- 1987 – 21 Jump Street (TV-serie) (1 avsnitt)
- 1987 – Ingen utväg
- 1988 – St. Elsewhere (TV-serie) (2 avsnitt)
- 1989 – Matlock (TV-serie) (1 avsnitt)
- 1990 – Lagens änglar (TV-serie) (1 avsnitt)
- 1990–1991 – Murphy Brown (TV-serie) (2 avsnitt)
- 1991–1992 – Scali (TV-serie) (10 avsnitt)
- 1991 – City Slickers - jakten på det försvunna leendet
- 1992 – Mr. Saturday Night
- 1993 – Heart and Souls
- 1993 – Oskyldiga drag
- 1994 – City Slickers II - Jakten på Curlys guld
- 1994 – Quiz Show
- 1995 – Get Shorty
- 1995 – Nixon
- 1995 – Presidenten och miss Wade
- 1996 – Carpool
- 1996 – Maktspel
- 1997 – Amistad
- 1997 – Gang Related
- 1998 – Joe - jättegorillan
- 1999 – The Hurricane
- 2000 – Tillbaka till kärleken
- 2003–2004 – Line of Fire (TV-serie)
- 2004 – In Good Company
- 2007 – Ocean's Thirteen
- 2009 – Drag Me to Hell
- 2009–2016 – The Good Wife (TV-serie)
- 2014 – Jack Ryan: Shadow Recruit
- 2024 – St. Denis Medical (TV-serie)